# Кополімери

Різновиди кополімерів

Кополіме́ри або співполіме́ри (рос. сополимер, англ. copolymer; нім. Kopolymerisat n, Kopolymer n) — продукти полімеризації суміші двох чи більше мономерів. Макромолекули кополімерів складаються з двох або більше типів мономерних ланок.
Полімери, отримані кополімеризацією двох мономерів, називають біполімерами, трьох — терполімерами, чотирьох — кватерполімерами.
Альтернований кополімер (рос. регулярно чередующийся сополимер, англ. alternating copolymer) — кополімер, в макромолекулах якого з певною періодичністю чергуються мономерні ланки двох різних типів, тобто вони розподілені у вигляді регулярних переміжних послідовностей:
…ABABABABAB… або …ААВВААВВААВВ…